# Macroeme plana
Macroeme plana är en skalbaggsart som först beskrevs av Perty 1832.  Macroeme plana ingår i släktet Macroeme och familjen långhorningar. Inga underarter finns listade i Catalogue of Life.